# European Article Number

Линейный штрихкод EAN-13. Значение продублировано арабскими цифрами в нижней части штрихового кода (13 знаков).

European Article Number, EAN (европейский номер товара), в дальнейшем после распространения известный также как международный артикул (International Article Number) — европейский стандарт штрихкода, предназначенный для кодирования идентификатора товара и производителя. Является надмножеством американского стандарта UPC.

## Стандартизация
Стандартизацией и регистрацией кодов EAN занималась европейская ассоциация ЕАN в продолжение развития стандартов, разработанных организациями UCC (Uniform Code Council, Inc.) в США и ECCC (Electronic Commerce Council of Canada) в Канаде. В 2005 году эти организации объединились и образовали глобальную организацию по стандартизации «GS1».
Этот стандарт является универсальным для всех стран, а американская и канадская национальные организации настойчиво рекомендовали всем торговым компаниям своих стран заменить устаревшее оборудование и программы UPC, не способные считывать EAN, на современные.
Разновидности кода:
- EAN-8 (сокращённый) — кодируется 8 цифр.
- EAN-13 (полный) — кодируется 13 цифр (12 значащих + 1 контрольная сумма).
- EAN-128 — кодируется любое количество букв и цифр, объединенных в регламентированные группы.

Коды EAN-8 и EAN-13 содержат только цифры и никаких букв или других символов. Например: 2400000032632. Кодом EAN-128 кодируется любое количество букв и цифр по алфавиту Code-128. Например: (00)353912345678(01)053987(15)051230, где (15) группа обозначает срок годности 30 декабря 2005.

## История разработки и отличие от UPC
Первоначально была разработана американская система штрихового кодирования Universal Product Code. Статью об этом коде настоятельно рекомендуется изучить перед чтением последующего текста. В текущей же статье пропущена та часть информации, которая для обоих кодов является идентичной, и данная статья больше описывает различия и особенности EAN-13 по сравнению с UPC.
Разработанная и внедрённая система кодировки товаров UPC в США и Канаде стала настолько популярной в супермаркетах, что европейцы также задумались о её внедрении. Стояло две задачи: обеспечить производителей определённым диапазоном кодов, отличных от американских, для кодировки производимых товаров и обеспечить возможность магазинам считывать как американские, так и европейские коды, причём желательно, чтобы на упаковке был только один, единый штрихкод, а не два кода (для США и для Европы). Для того, чтобы закодировать в коде товары других стран, необходимо было увеличить количество разрядов кода с 12 цифр, которые были в эксклюзивном владении американцев и канадцев до, как минимум, 13 цифр, чтобы использовать эту дополнительную, и первую по счёту цифру в коде в качестве условного сигнала для торговых программ, что этот товар не американского производства.
Американцам и канадцам в качестве этой цифры разработчики сразу зарезервировали нуль. У европейцев стояла и организационная задача: распределить (делегировать) определённые диапазоны значений кодов различным странам мира, для чего определили в качестве префикса региона первые три цифры, включая дополнительную тринадцатую. Вопреки заблуждению, этот префикс не означает страну происхождения товара, а лишь указывает код регионального регистратора, где зарегистрировалась компания, печатающая код на своей упаковке. Товар может быть произведён, например, в Китае, но китайская компания, зная, что товар в этой русскоязычной упаковке будет продаваться в России, законно может зарегистрировать для себя коды в российской организации GS1, и выпускать продукцию со штрихкодом, начинающимся с 460—469. И наоборот, товар может быть выпущен в России, а код может быть использован не российский. Однако чаще всего в качестве регионального кода действительно встречается код той страны, где выпущен данный товар.
Помимо организационной задачи, перед разработчиками стояла серьёзная техническая задача — сохранить совместимость кодов и одновременно возможность минимальных аппаратно-программных переделок сканеров штрихкода, тогда ещё достаточно дорогих. Важно было сохранить то же самое количество штрихов, осевую симметричность кода для его удобного чтения как в прямом, так и в обратном направлении (если товар поднесён к сканеру «вверх тормашками»), возможность чтения негативных кодов (светлые штрихи на тёмном фоне). В результате было найдено простое решение: в целях максимальной совместимости кодирование EAN было переработано из UPC так, что по-прежнему содержало только 12 «штриховых цифр» (то есть только 12 цифр в коде имеют соответствие конкретным штрихам), а дополнительная тринадцатая цифра вычислялась логическим путём. «Рисунок» EAN-13 ничем не отличается от рисунка UPC, а для кодов, начинающихся с нуля, был точной копией.

## Внутренняя структура кода EAN-13
Более подробно внутренняя структура кода рассматривается в статье Universal Product Code. Основное отличие этих кодов по внутренней организации — механизм вычисления тринадцатой цифры и почти несущественное изменение в расчёте контрольного числа с учётом этой 13-й цифры.

## 13-я цифра
| Первая цифра | Первая (левая) группа из 6 цифр | Вторая (правая) группа из 6 цифр |
| ------------ | ------------------------------- | -------------------------------- |
| 0            | LLLLLL                          | RRRRRR                           |
| 1            | LLGLGG                          | RRRRRR                           |
| 2            | LLGGLG                          | RRRRRR                           |
| 3            | LLGGGL                          | RRRRRR                           |
| 4            | LGLLGG                          | RRRRRR                           |
| 5            | LGGLLG                          | RRRRRR                           |
| 6            | LGGGLL                          | RRRRRR                           |
| 7            | LGLGLG                          | RRRRRR                           |
| 8            | LGLGGL                          | RRRRRR                           |
| 9            | LGGLGL                          | RRRRRR                           |

| Первая (левая) группа из 4 цифр | Вторая (правая) группа из 4 цифр |
| ------------------------------- | -------------------------------- |
| LLLL                            | RRRR                             |

Кодирование EAN-13

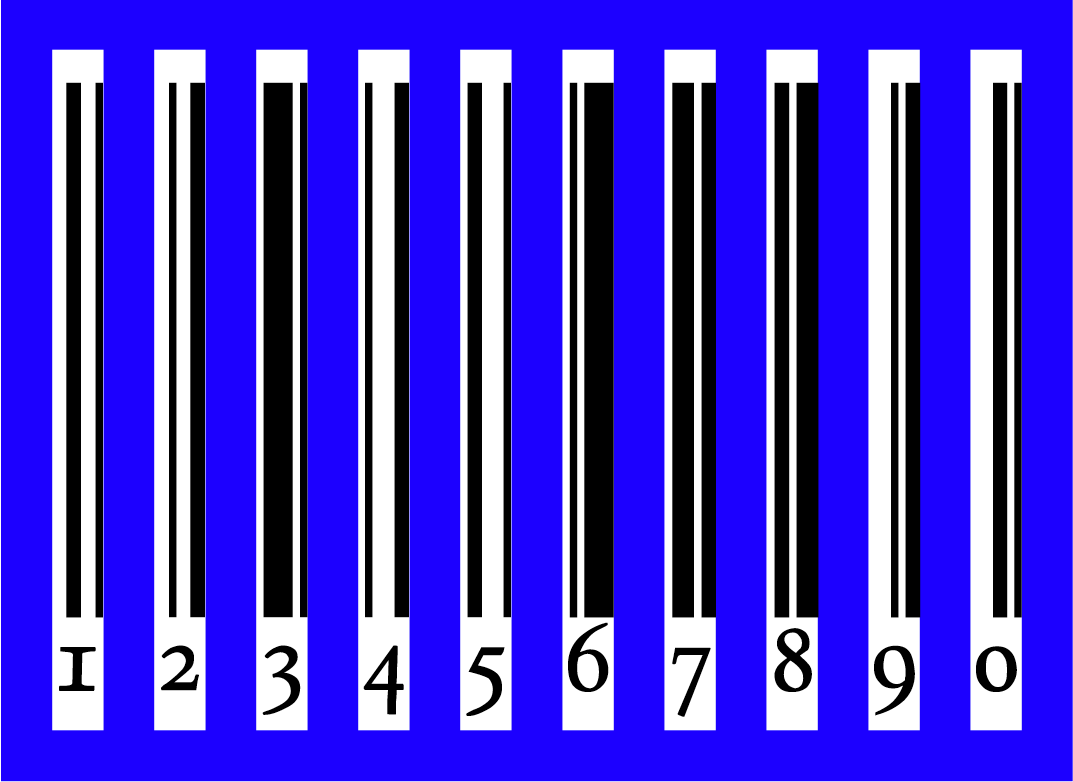
Кодирование L-цифр

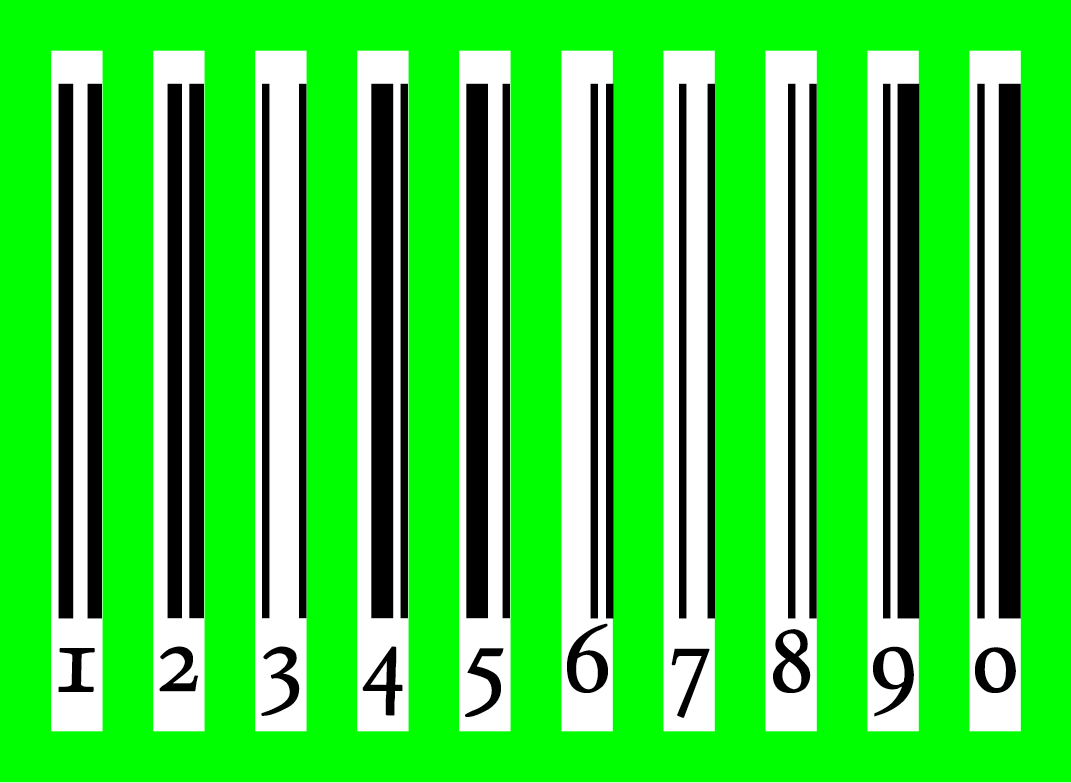
Кодирование G-цифр

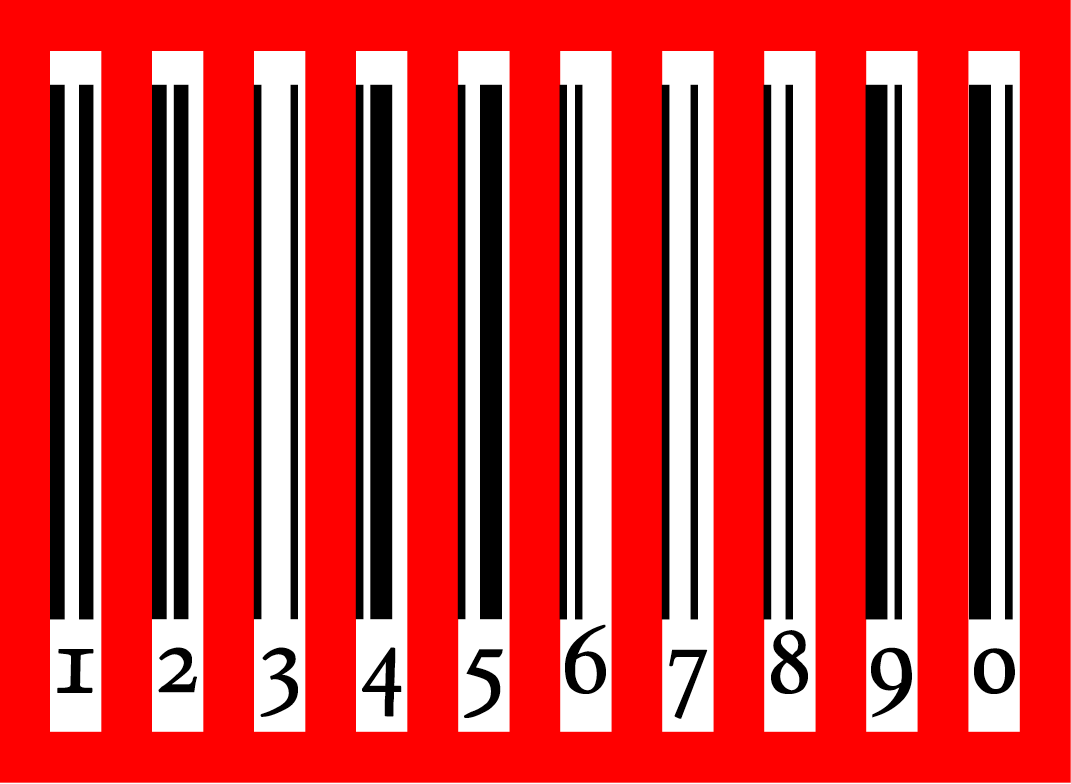
Кодирование R-цифр

Первая цифра (в иллюстрации к статье — цифра 8) кодируется не дополнительными штрихами, а способом кодирования левой половины штрихкода (10 разновидностей). Из таблицы видно, что для кодирования первой цифры используется немного разное начертание штрихов, обозначенное буквами L и буквами G. Определённое чередование этих кодов даёт сканеру на уровне логики определить 13 цифру. Например, для цифры «1» G-код у третьей, пятой и шестой цифры, то есть встретив код, в котором G-код левой части кода расположен в этом порядке, сканер в качестве первой цифры передаст в компьютер единицу. Для цифры «2» G-код у третьей, четвёртой и шестой цифры, соответственно сканер передаст в компьютер двойку. Для других цифр эта логика отображена в таблице.
| Цифра | L-код   | R-код   | G-код   |
| ----- | ------- | ------- | ------- |
| 0     | 0001101 | 1110010 | 0100111 |
| 1     | 0011001 | 1100110 | 0110011 |
| 2     | 0010011 | 1101100 | 0011011 |
| 3     | 0111101 | 1000010 | 0100001 |
| 4     | 0100011 | 1011100 | 0011101 |
| 5     | 0110001 | 1001110 | 0111001 |
| 6     | 0101111 | 1010000 | 0000101 |
| 7     | 0111011 | 1000100 | 0010001 |
| 8     | 0110111 | 1001000 | 0001001 |
| 9     | 0001011 | 1110100 | 0010111 |

Графические различия L-кода, R-кода и G-кода состоят в следующем. Для каждой цифры это одна и та же комбинация чёрно-белых штрихов, L-код отличается от R-кода лишь фотографически негативным исполнением, а G-код отличается от R-кода реверсивным (зеркальным) исполнением.
Для цифры 0 в коде ни для одной из шести цифр левой части кода нет ни одного преобразования в зеркально-негативный вид, то есть все штрихи кодируются L-кодом, как в UPC. EAN-сканер, встретив код без штрихов с G-кодом, передаёт в компьютер первую цифру 0. В свою очередь, если этот код прочитает уже редко применяемый сканер штрихкодов UPC, то он будет просто прочитан как «родной» код UPC. Если же сканер UPC встретит на своём пути штриховку с G-кодом, то он не сможет считать этот код и выдаст ошибку или не заметит и не передаст в компьютер никакого кода. Этим и обеспечена полная совместимость «снизу вверх».
Таким образом, UPC может считаться частным случаем, подмножеством кода EAN-13, у которого первая цифра есть 0 и которая часто не указывается в виде арабской цифры, тогда эти коды ничем не отличаются друг от друга по рисунку. Была полностью сохранена возможность чтения «американских» кодов на «европейских» сканерах, но не наоборот. Код EAN-13 и его 13-я цифра в свою очередь формируется «игрой» негативности-реверсивности последовательности штрихов в левой части кода, в результате чего американские сканеры UPC читать европейский код не в состоянии, но обеспечена максимальная «похожесть» кодов друг на друга. С течением времени в США и Канаде этот тип сканеров уже вытеснен из магазинов, и установлены сканеры, способные считывать кодировку EAN-13, поэтому продажа товаров из других стран не вызывает проблем на их территории.

## Визуальная расшифровка штрихкода
Визуально отличать ширину чёрных и белых штрихов (черные полоски шириной в 1, 2, 3, 4 условные единицы и промежутки (пробелы) между полосками шириной в 1, 2, 3, 4 условные единицы) поможет следующая таблица:
| Штрихи  | Цифра |
| ------- | ----- |
| 1-1-1-4 | 6     |
| 1-1-2-3 | 0*    |
| 1-1-3-2 | 4     |
| 1-1-4-1 | 3*    |
| 1-2-1-3 | 8     |
| 1-2-2-2 | 1*    |
| 1-2-3-1 | 5     |
| 1-3-1-2 | 7     |
| 1-3-2-1 | 5*    |
| 1-4-1-1 | 3     |
|         |       |
| 2-1-1-3 | 9*    |
| 2-1-2-2 | 2     |
| 2-1-3-1 | 7*    |
| 2-2-1-2 | 2*    |
| 2-2-2-1 | 1     |
| 2-3-1-1 | 4*    |
|         |       |
| 3-1-1-2 | 9     |
| 3-1-2-1 | 8*    |
| 3-2-1-1 | 0     |
|         |       |
| 4-1-1-1 | 6*    |

Последовательности штрихов упорядочены по возрастанию ширины штрихов. Цифры со знаком звёздочки указывают на L-G схемы кодирования цифр, то есть звёздочки нужны для определения самой первой (13-й) цифры. Геометрически ширина чёрной полоски может быть на единицу больше (по сравнению с шириной пробела) из-за того, что штрихкод иногда печатается на струйном принтере, и краска пропитывает бумагу либо размывается жидкостью.

## EAN-8
Использование штрихкодов EAN-13 хотя и удобно, но не всегда возможно. Если товар имеет малые размеры, то для кода EAN-13 может не найтись достаточно места на этикетке. Уменьшение размера кода приводит к уменьшению ширины штрихов. Если штрихи будут слишком узкими, разрешающей способности сканера может оказаться недостаточно для уверенного считывания этого штрихкода. Для маркировки небольших товаров разработан стандарт штрихкода EAN-8, в теле сообщения которого кодируется только 8 цифр вместо 13.
Как показывает практика, кодом EAN-8 часто маркируются и достаточно большие по размеру товары. Причина такой маркировки кроется в минимизации ошибок считывания на высокоскоростных конвейерных линиях при автоматизации логистических задач как производителя, так и компаний, осуществляющих хранение и доставку товаров конечному потребителю.
Каждая цифра в EAN-8, как и в EAN-13, кодируется с помощью четырёх штрихов: двух белых и двух чёрных. Штрихи могут иметь относительную ширину в одну, две, три и четыре единицы. Общая ширина штрихов одной цифры составляет семь единиц. Направление чтения комбинации штрихов значения не имеет.

## EAN-128 (GS1-128)

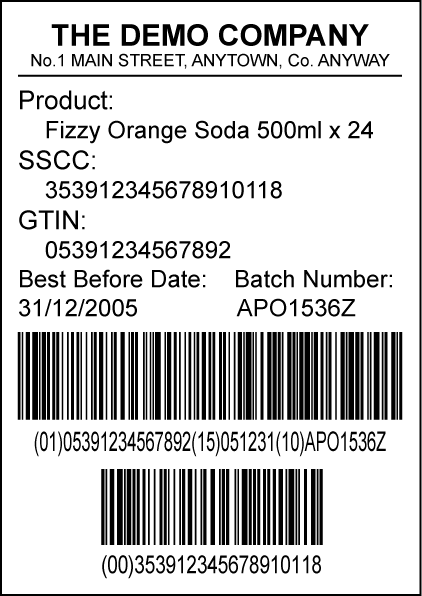
Этикетка с кодом EAN-128

Формат EAN-128 (GS1-128) предназначен для передачи информации о грузе между промышленными предприятиями. В коде регламентирован словарь (Code-128) и группы кодов, но не регламентирована длина. Такой код может содержать различную информацию, например, код товара, сроки годности, размеры, объём, код партии производителя и др.

## Региональные коды национальных организаций GS1
| Префикс         | Национальная организация GS1                                           |
| --------------- | ---------------------------------------------------------------------- |
| 000—139         | GS1 США                                                                |
| 200—299         | Внутренняя нумерация (для свободного использования внутри предприятий) |
| 300—379         | GS1 Франция                                                            |
| 380             | GS1 Болгария                                                           |
| 383             | GS1 Словения                                                           |
| 385             | GS1 Хорватия                                                           |
| 387             | GS1 Босния-Герцеговина                                                 |
| 400—440         | GS1 Германия                                                           |
| 450—459 490—499 | GS1 Япония                                                             |
| 460—469         | GS1 Россия                                                             |
| 470             | GS1 Киргизия                                                           |
| 471             | GS1 Тайвань                                                            |
| 474             | GS1 Эстония                                                            |
| 475             | GS1 Латвия                                                             |
| 476             | GS1 Азербайджан                                                        |
| 477             | GS1 Литва                                                              |
| 478             | GS1 Узбекистан                                                         |
| 479             | GS1 Шри-Ланка                                                          |
| 480             | GS1 Филиппины                                                          |
| 481             | GS1 Белоруссия                                                         |
| 482             | GS1 Украина                                                            |
| 484             | GS1 Молдавия                                                           |
| 485             | GS1 Армения                                                            |
| 486             | GS1 Грузия                                                             |
| 487             | GS1 Казахстан                                                          |
| 489             | GS1 Гонконг                                                            |
| 500—509         | GS1 Великобритания                                                     |
| 520             | GS1 Греция                                                             |
| 528             | GS1 Ливан                                                              |
| 529             | GS1 Кипр                                                               |
| 530             | GS1 Албания                                                            |
| 531             | GS1 Северная Македония                                                 |
| 535             | GS1 Мальта                                                             |
| 539             | GS1 Ирландия                                                           |
| 540—549         | GS1 Бельгия, Люксембург                                                |
| 560             | GS1 Португалия                                                         |
| 569             | GS1 Исландия                                                           |
| 570—579         | GS1 Дания                                                              |
| 590             | GS1 Польша                                                             |
| 594             | GS1 Румыния                                                            |
| 599             | GS1 Венгрия                                                            |
| 600—601         | GS1 Южная Африка                                                       |
| 603             | GS1 Гана                                                               |
| 608             | GS1 Бахрейн                                                            |
| 609             | GS1 Маврикий                                                           |
| 611             | GS1 Марокко                                                            |
| 613             | GS1 Алжир                                                              |
| 616             | GS1 Кения                                                              |
| 618             | GS1 Кот д’Ивуар                                                        |
| 619             | GS1 Тунис                                                              |
| 621             | GS1 Сирия                                                              |
| 622             | GS1 Египет                                                             |
| 624             | GS1 Ливия                                                              |
| 625             | GS1 Иордания                                                           |
| 626             | GS1 Иран                                                               |
| 627             | GS1 Кувейт                                                             |
| 628             | GS1 Саудовская Аравия                                                  |
| 629             | GS1 ОАЭ                                                                |
| 640—649         | GS1 Финляндия                                                          |
| 690—699         | GS1 Китай                                                              |
| 700—709         | GS1 Норвегия                                                           |
| 729             | GS1 Израиль                                                            |
| 730—739         | GS1 Швеция                                                             |
| 740             | GS1 Гватемала                                                          |
| 741             | GS1 Сальвадор                                                          |
| 742             | GS1 Гондурас                                                           |
| 743             | GS1 Никарагуа                                                          |
| 744             | GS1 Коста-Рика                                                         |
| 745             | GS1 Панама                                                             |
| 746             | GS1 Доминиканская республика                                           |
| 750             | GS1 Мексика                                                            |
| 754—755         | GS1 Канада                                                             |
| 759             | GS1 Венесуэла                                                          |
| 760—769         | GS1 Швейцария                                                          |
| 770             | GS1 Колумбия                                                           |
| 773             | GS1 Уругвай                                                            |
| 775             | GS1 Перу                                                               |
| 777             | GS1 Боливия                                                            |
| 779             | GS1 Аргентина                                                          |
| 780             | GS1 Чили                                                               |
| 784             | GS1 Парагвай                                                           |
| 786             | GS1 Эквадор                                                            |
| 789—790         | GS1 Бразилия                                                           |
| 800—839         | GS1 Италия                                                             |
| 840—849         | GS1 Испания                                                            |
| 850             | GS1 Куба                                                               |
| 858             | GS1 Словакия                                                           |
| 859             | GS1 Чехия                                                              |
| 860             | GS1 Сербия и Черногория                                                |
| 865             | GS1 Монголия                                                           |
| 867             | GS1 Северная Корея                                                     |
| 869             | GS1 Турция                                                             |
| 870—879         | GS1 Нидерланды                                                         |
| 880             | GS1 Южная Корея                                                        |
| 884             | GS1 Камбоджа                                                           |
| 885             | GS1 Таиланд                                                            |
| 888             | GS1 Сингапур                                                           |
| 890             | GS1 Индия                                                              |
| 893             | GS1 Вьетнам                                                            |
| 899             | GS1 Индонезия                                                          |
| 900—919         | GS1 Австрия                                                            |
| 930—939         | GS1 Австралия                                                          |
| 940—949         | GS1 Новая Зеландия                                                     |
| 950             | GS1 Главный офис                                                       |
| 955             | GS1 Малайзия                                                           |
| 958             | GS1 Макао                                                              |
| 977             | Периодические издания, пресса (ISSN)                                   |
| 978—979         | Книги (ISBN)                                                           |
| 980             | Возвратные квитанции                                                   |
| 981—982         | Валютные купоны                                                        |
| 990—999         | Купоны                                                                 |